# Hibbertia auriculiflora
Hibbertia auriculiflora är en tvåhjärtbladig växtart. Hibbertia auriculiflora ingår i släktet Hibbertia och familjen Dilleniaceae.

## Underarter
Arten delas in i följande underarter:
- H. a. auriculiflora
- H. a. minor